# Huuhtsaari (ö i S:t Michel, lat 61,47, long 28,22)
Huuhtsaari är en ö i Finland. Den ligger i sjön Saimen och i kommunen Puumala i den ekonomiska regionen  S:t Michel och landskapet Södra Savolax, i den södra delen av landet, 230 km nordost om huvudstaden Helsingfors. Öns area är 33 hektar och dess största längd är 0,9 kilometer i sydöst-nordvästlig riktning.